# 汾陽市
汾陽市（ふんよう-し）は中華人民共和国山西省呂梁市に位置する県級市。

## 歴史
戦国時代には趙により茲氏邑が設置されていた。
行政区画としては秦代に設置された茲氏県を前身とする。西晋になると隰城県、760年（上元元年）には唐朝により西河県と改称されている。
明朝が成立すると洪武初年に西河県は廃止され汾州の直轄とされたが、1595年（万暦23年）に汾州が汾陽府に昇格した際に、汾陽県として再設置されている。
1996年に県級市に昇格し汾陽市と改編され現在に至る。

## 行政区画
- 街道:文峰街道、太和橋街道、西河街道
- 鎮:賈家荘鎮、杏花村鎮、冀村鎮、肖家荘鎮、演武鎮、三泉鎮、石荘鎮、楊家荘鎮、峪道河鎮、栗家荘鎮、陽城鎮

## 名所
- 汾陽文峰塔（中国語版） - 高さ84.9メートルのレンガ塔
- 太符観（中国語版） - 金代の建物が残る道観
- 杏花村汾酒作坊（中国語版） - 世界遺産暫定リストに掲載されている醸造所

## 出身者
- 狄青 - 北宋の武将
- 賈樟柯 - 映画監督
- 韓三明 - 俳優

## 舞台とした作品

### 映画
- 一瞬の夢（1997年）
- 山河ノスタルジア（2015年）